# Henry Sanson
Henry John Romero Sanson (Rio de Janeiro, 26 novembre 1927 – San Paolo, 14 febbraio 2011) è stato un pallanuotista brasiliano.
Ha partecipato, come membro del Brasile, alle Olimpiadi di Roma 1960, partecipando al torneo di pallanuoto.